# おしゃれプリンセス
おしゃれプリンセスは、カルチャーブレーンが発売したゲームボーイアドバンスおよびニンテンドーDSで発売されている恋愛・育成シミュレーションゲームのシリーズ作品である。

## 作品概要
プレイヤーはファッションコーディネーターとなって、TV番組『おしゃれプリンセス』で勝ち抜いていく。当初は恋愛ゲームよりも育成シミュレーションゲームとしての色合いが強く、また服などの購入に必要な「お金」も設定されており、買い物でお金が無くなったらボーナスゲームなどで増やす事も可能。ストーリーモードは基本的にスゴロク方式を採用しており、マップは「高級ブランド」「リサイクルショップ」「アクセサリー」「靴」「美容室」「イベント」などのマスで構成されている。「イベント」マスではお店での割引適用やお金が貰えることがある一方、最悪の場合は購入した服やアクセサリーなどを失う場合もある。サイコロの目が2以上の場合、特定のボタンを押すとそのお店で止まる事が可能なので、スゴロクゲームとしては自由度の高い設定になっている。但し、シリーズによって遊び方の条件が異なる。
また、ストーリーモード以外にドレスアップやショッピング、ミニゲームが楽しめるフリー育成モードや、お友達同士(同ソフト同士)で集めた服やアクセサリーなどの交換と、最大4人で楽しめるフリー対戦が可能である。

## おしゃれプリンセス

### ゲームモード
ストーリーモード
ゲーム進行は「会話シーン→コーディネート対決」の繰り返しで進行。コーディネート対決は、スゴロク形式のゲームになり20ターンの間に買い物などをして、指定されたテーマ通りのコーディネートを完成させなければならない為結果発表で負けるとゲームオーバー（バッドEND）となる。全5話で合成されている。
フリー対戦
通信ケーブルで最大4人対戦が可能で好きなキャラを選んで楽しめるモード。1人でもプレイ可能。
私の部屋
ドレスアップやショッピング、ミニゲームが楽しめるフリー育成モード。ミニゲームをしてお金を貯めないと服など買う事が出来ない。

### 登場人物
井居 音海（イイ オトミ）
本作の主人公。ハムスター型異星人イセタンに貰ったアイテムでお姫様ルックに変身。その姿で外出したらスカウトされ、TV番組『おしゃれプリンセス』に出場する事になる。後に「史上最高のコーディネーター」と呼ばれる存在になる。
鷹司 摩耶（タカツカサ マヤ）
高飛車なお嬢様コーディネーターでTV番組『おしゃれプリンセス』を私物化し、とにかく目立とうとする。ポッと出の新人音海が気に入らないらしく、対抗意識を燃やす。ストーリーモードでは予選、決勝戦に参加する。
三津 紀子（ミヅ ノリコ）
IQ200の超天才少女コーディネーターで『おしゃれプリンセス』伝説のチャンピオン。音海のコーディネートに怒涛のダメ出しをして、精神的ダメージを与えた。ストーリーモードで最後の決勝戦として音海に挑戦挑む。
戸木 真斗（トキ マサト）
TV番組『おしゃれプリンセス』のディレクターでかなりのお調子者である。街で偶然見かけたオトミをスカウトし、即出演させた。
イセタン
突如、UFOに乗ってやってきた、ハムスター型異星人。イセタンが置いて行った不思議なスケッチブック＆マーカーを授けそのスケッチブックに描かれた絵は本物になり、それによってオトミは変身した。「イセタン」とはオトミが勝手につけた名前。本名は「くりすちゃん・かるちーえ・ぐっちい・らーるふろれん・みゅーみゅー・一世」
伊東 洋（イトウ ヒロシ）
TV番組『おしゃれプリンセス』挑戦者の美少年。彼もコーディネーターとして番組に出場している。
勢 武（セイ タケル）
クールでキザなゴッドハンド存在的コーディネーター。いつも女の子の事ばかり考えているらしい。

## おしゃれプリンセス2

### ゲーム概要 (2)
ゲーム内容は基本的に前作とさほど変わりないが、対決シーンがスゴロクゲームからショッピングゲームに変更。ショッピングゲームは好きな店を選んで買い物が出来るようになり、前作より自由度が高くなった。ハムスター型異星人が現れたりといったトンデモ展開の素材が無くなり、ストーリーは主人公のサラの恋心を中心に描かれ恋愛・育成シミュレーションゲームとして認知が高くなっている。
本パッケージ名は「おしゃれプリンセス2+動物キャラナビ占い 個性心理学GBアドバンス」として販売。

### ゲームモード (2)
ストーリーモード
ゲームは前作同様「会話シーン→コーディネート対決」の繰り返しで進行。今作から会話中に選択肢の入る場面があり、選んだ内容によって結末が変化する。コーディネート対決は、前同様ショッピングゲームでゲームを進行。前作は20ターンだったのに対し今作は10ターンの間に買い物などをして指定されたテーマ通りのコーディネートを完成させなければならなくなった。但し、1ターンにつき1回行動可能で、ショッピングかミニゲームかのどちらかを選択。負けるとゲームオーバー（バッドEND）なる。
対戦
今作から加わった新モードで好きなキャラを選んでショッピングゲームで1vs1で対戦
スゴロク
前作同様。通信ケーブルで最大4人対戦が可能で好きなキャラを選んで楽しめるモード。1人でもプレイ可能。
私の部屋
前作同様。ドレスアップやショッピング、ミニゲームが楽しめるフリー育成モード。ミニゲームをしてお金を貯めないと服など買う事が出来ない。

### 登場人物 (2)
遠井 サラ（トオイ サラ）
本作の主人公。ドジで天然な性格、ファッションセンスも大してない普通の女の子。なぜか街で突然マサトにスカウトされ、TV番組『おしゃれプリンセス2』に出場する事に。同じクラスのヒロシに想いを寄せている。
井居 音海（イイ オトミ）
前作の主人公。番組のチャンピオンに君臨した最強コーディネーター。今作ではチャンピオンとしてサラの挑戦を受ける。
鷹司 摩耶（タカツカサ マヤ）
相変わらず高飛車な、お嬢様コーディネーター。今作でもTV番組『おしゃれプリンセス2』を番組を私物化し。ポッと出の新人サラが気に入らないらしく、やっぱり敵意むき出しになり対抗意識を持事に。前作にも登場。
三津 紀子（ミヅ ノリコ）
IQ200の超天才少女コーディネーター。かつて『おしゃれプリンセス』伝説のチャンピオン。サラを「ダサい」呼ばわりして、精神的ダメージを与え。前作にも決勝戦の相手として登場。
伊東 洋（イトウ ヒロシ）
サラと同じクラスの美少年。彼もコーディネーターとして番組に出場している。前作にも登場。
勢 武（セイ タケル）
クールでキザなコーディネーター。サラ曰く「変態メガネ」いつも女の子の事ばかり考えている。やたらとサラの世話を焼きたがり、サラをコーディネーターの世界に引き込んだ張本人でもある。前作にも登場。

## おしゃれプリンセス4

### ゲーム概要 (4)
単体での発売はなく、GBA用ソフト「2つあそべるうれしいツインシリーズ」の第2弾に収録されて発売された。同時収録は2本ではなく「おしゃれプリンセス4」「スウィートライフ」「恋愛占い大作戦」の3本。ただし「恋愛占い大作戦」はおまけ的要素となっている。

## おしゃれプリンセス5

### ゲーム概要 (5)
アイテムを使ってセンスを磨き、仕事をこなしていくパーティゲーム。コーディネーターやカリスマ店員など、勝敗次第でさまざまなファッション系職業につくことができる。

## おしゃれに恋して〜おしゃれプリンセス
おしゃれプリンセスのDSゲーム第1弾である。